# Азијско четкорепо бодљикаво прасе
Азијско четкорепо бодљикаво прасе (лат. Atherurus macrourus, енгл. Asiatic brush-tailed porcupine) је врста глодара (Rodentia) из породице Бодљикави прасићи Старог света (Hystricidae).

## Распрострањење
Ареал врсте покрива средњи број држава. Врста је присутна у следећим државама: јужна Кина, источна Индија, Тајланд, Лаос, Бурма, Вијетнам, Малезија, Индонезија, Бангладеш и Камбоџа.

## Станиште
Станишта врсте су шуме и бамбусове шуме.

## Угроженост
Ова врста је наведена као последња брига, јер има широко распрострањење и честа је врста.